# Chileense parlementsverkiezingen 1885
De Chileense parlementsverkiezingen van 1885 resulteerden in een overwinning voor de Alianza Liberal, een alliantie van liberale partijen die alle zetels wist te veroveren in zowel de Kamer van Afgevaardigden als de Senaat. De Partido Liberal - de belangrijkste component van de Alianza - werd met afstand de grootste partij.
De alliantie van de Partido Conservador en de Partido Nacional, de belangrijkste oppositiepartijen, boekten een grote vooruitgang t.o.v. de verkiezingen van 1882.
| Kamer van Afgevaardigden | Kamer van Afgevaardigden | Kamer van Afgevaardigden |
| Coalitie                 | Coalitie                 | Zetels                   |
| ------------------------ | ------------------------ | ------------------------ |
|                          | Alianza Liberal          | 80                       |
|                          | Conservador/Nacional     | 33                       |
| Totaal                   | Totaal                   | 113                      |

| Senaat   | Senaat               | Senaat |
| Coalitie | Coalitie             | Zetels |
| -------- | -------------------- | ------ |
|          | Alianza Liberal      | 30     |
|          | Conservador/Nacional | 10     |
| Totaal   | Totaal               | 40     |

Bron: Heise 1982